# Ḩeydar Kolā
Ḩeydar Kolā (persiska: حيدر كلا) är en ort i Iran.   Den ligger i provinsen Mazandaran, i den norra delen av landet, 140 km nordost om huvudstaden Teheran. Antalet invånare är 491.
Terrängen runt Ḩeydar Kolā är mycket platt, och sluttar norrut. Runt Ḩeydar Kolā är det tätbefolkat, med 286 invånare per kvadratkilometer. Närmaste större samhälle är Babol, 14,0 km sydost om Ḩeydar Kolā. Trakten runt Ḩeydar Kolā består till största delen av jordbruksmark.